# Marathyssa inficita
Marathyssa inficita är en fjärilsart som beskrevs av Walker 1865. Marathyssa inficita ingår i släktet Marathyssa och familjen nattflyn. Inga underarter finns listade i Catalogue of Life.